# دانشگاه اسلامی نیجر
دانشگاه اسلامی نیجر (به لاتین: Islamic University of Niger) یک دانشگاه در نیجر است که در Say واقع شده‌است.